# A Vao
A Vao là một xã thuộc huyện Đakrông, tỉnh Quảng Trị, Việt Nam.
Xã A Vao có diện tích 76,68 km², dân số năm 1999 là 1.662 người, mật độ dân số đạt 22 người/km².

## Hành chính
Xã A Vao được chia thành 6 thôn: A Vao, Pa Ling, Ra Ró, Tân Đi 1, Tân Đi 2, Tân Đi 3.